# 4299 WIYN
4299 WIYN (1952 QX) là một tiểu hành tinh vành đai chính được phát hiện ngày 28 tháng 8 năm 1952 bởi Đại học Indiana's Đài thiên văn Goethe Link ở Brooklyn, Indiana. Nó được đặt theo tên WIYN Telescope ở Kitt Peak ở Arizona.